# Walter Alt
Walter Alt (Saitz, 25 marzo 1890 – ...) è stato un allenatore di calcio e calciatore cecoslovacco di origine austriaca.

## Carriera
Era nato a Saitz (città scritta in tedesco perché all'epoca facente parte dell'Impero austro-ungarico, ora in ceco Zaječí), città del distretto di Břeclav.
Ex calciatore cecoslovacco, Alt intraprende la carriera di allenatore e in Italia allena la SPAL in due diversi periodi, ovvero tra il 1924 e il 1927 e tra il 1932 ed il 1934, la Lazio nelle annate 1934-35 e 1935-36 portandola, al suo primo anno in biancoceleste, fino al quinto posto nel massimo campionato, ed il Vicenza in Serie C nella stagione 1936-1937.

## Palmarès

### Allenatore

#### Competizioni nazionali
- Seconda Divisione: 1

SPAL: 1925-1926
- Prima Divisione: 1

SPAL: 1932-1933